# Zyprischer Fußballpokal 1945/46
Der Zyprische Fußballpokal 1945/46 war die neunte Austragung des zyprischen Pokalwettbewerbs. Er wurde vom zyprischen Fußballverband ausgetragen. Das Finale fand am 14. April 1946 im GSP-Stadion von Nikosia statt.
Pokalsieger wurde Titelverteidiger EPA Larnaka. Das Team setzte sich wie im Vorjahr im Finale gegen APOEL Nikosia durch. 
Alle Begegnungen wurden in einem Spiel ausgetragen. Bei unentschiedenem Ausgang wurde das Spiel um zweimal 15 Minuten verlängert. Stand danach kein Sieger fest, folgte ein Wiederholungsspiel auf des Gegners Platz.

## Teilnehmer
| First Division (6)                           | First Division (6)                                           |
| -------------------------------------------- | ------------------------------------------------------------ |
| - EPA Larnaka - AEL Limassol - APOEL Nikosia | - Olympiakos Nikosia - Lefkoşa Türk SK - Pezoporikos Larnaka |

## Viertelfinale
Die Spiele fanden am 3. Februar 1946 statt.
|                    | Ergebnis  |                     |
| ------------------ | --------- | ------------------- |
| AEL Limassol       | 2:2 n. V. | Pezoporikos Larnaka |
| APOEL Nikosia      | 9:0       | Lefkoşa Türk SK     |
| EPA Larnaka        | Freilos   |                     |
| Olympiakos Nikosia | Freilos   |                     |

### Wiederholungsspiel
|                     | Ergebnis |              |
| ------------------- | -------- | ------------ |
| Pezoporikos Larnaka | 6:5      | AEL Limassol |

## Halbfinale
|               | Ergebnis |                     |
| ------------- | -------- | ------------------- |
| APOEL Nikosia | 4:0      | Olympiakos Nikosia  |
| EPA Larnaka   | 2:1      | Pezoporikos Larnaka |

## Finale
| Paarung        | EPA Larnaka – APOEL Nikosia |
| Ergebnis       | 2:1 (1:1) |
| Datum          | 14. April 1946 |
| Stadion        | GSP-Stadion, Nikosia |
| Schiedsrichter | Spyros Elia |
| Tore           | 0:1 Takis Sokratous „Zetas“ (1.) 1:1 Andreas Georgiades „Foutsios“ (50.) 2:1 Andreas Georgiades „Foutsios“ (62.) |
| EPA Larnaka    | Stavros Spirou „Mavros“ – Papien Stamboulian, Champis Filippou – Aristos Raphael, Dikran Misirian, Miltis Leonidou – Erodotos Grigoriades, Andreas Georgiades „Foutsios“, Kokos Chimonides, Omiros Potonides, Kostas Meletiou.      |
| APOEL Nikosia  | Giorgos Mouskis – Takis Tsiges, Evgenis Samouel – Andreas Zinonos, Kokis Rossidis, Takis Aristeidou – Costas Vasileiou, Takis Sokratous „Zetas“, Andreas Stavrinides „Siantris“, Andreas Pavlou „Keremezos“, Likourgos Archontides. |